# Apocephalus trichocoxa
Apocephalus trichocoxa är en tvåvingeart som beskrevs av Borgmeier 1925. Apocephalus trichocoxa ingår i släktet Apocephalus och familjen puckelflugor. Inga underarter finns listade i Catalogue of Life.